# Photuris aureolucens
Photuris aureolucens är en skalbaggsart som beskrevs av Barber 1951. Photuris aureolucens ingår i släktet Photuris och familjen lysmaskar. Inga underarter finns listade i Catalogue of Life.